# سیده فاطمه مقیمی
سیده فاطمه مقیمی (متولد شهریور ۱۳۳۷ تهران) کارافرین ایرانی‌ست. او دارای مدرک مهندسی راه و ساختمان، مؤسس و مدیر عامل شرکت حمل و نقل بین‌الملل سدیدبار است و در کارگروه‌های مرتبط با موضوع حمل و نقل همکاری‌های زیادی دارد.
او در سال ۱۳۵۸ در یک شرکت حمل و نقل بین‌المللی ابتدا در بخش ترجمه و بعد در بخش کامیون‌داری شروع به کار کرد و مدت سه سال در آن شرکت بود. در سال ۱۳۶۱ تصمیم به کار مستقل گرفت که این تصمیم تا مرحلهٔ اجرایی شدن دو سال طول کشید و در سال ۱۳۶۳ شرکت خود را به ثبت رساند.

## زندگی
مقیمی در خانواده‌ای به دنیا آمد که پدر و مادر هر دو در آموزش و پرورش بودند و هر دو شغل آزاد هم داشتند. او دومین دختر از چهار دختر خانواده‌ای بود که وضع متوسطی داشت. پس از گرفتن، رشتهٔ مهندسی عمران دانشکدهٔ فنی پذیرفته شد. به گفتهٔ خودش او جراحی دوست داشت ولی پدرش خیلی دلش می‌خواست مهندسی بخواند. دو سال در ایران درس خواند و بعد واحدهایش را به دانشگاه انگلیس انتقال داد و همان‌جا درسش را تمام کرد و بعد از انقلاب به ایران برگشت. در آن سال‌ها کار کردن در رشتهٔ عمران آن هم برای یک زن، وضعیت نابسامانی داشت. به خاطر همین ترجیح داد از تخصص دیگری استفاده کند و آن هم زبان انگلیسی بود. به عنوان مترجم وارد شرکتی شد که علیرغم این که فکر می‌کرد یک شرکت بازرگانی است ولی یک شرکت حمل و نقل بود. همین سرآغازی شد برای شناخت و علاقه‌مند شدن به این رشته و بعد از سه سال و نیم کارمند آن شرکت بود تا این که تصمیم گرفت به‌طور جدی وارد صنعت حمل و نقل بشود.

## دستاوردها
مقیمی در سال ۲۰۱۲ از سوی بانک توسعۀ اسلامی (IDB) به عنوان کارآفرین برتر جهان اسلام برگزیده شد. علاوه براین، وی در سال ۲۰۱۶ عنوان نخستین کارآفرین برتر زن را در کنفدراسیون اتاق‌های بازرگانی و صنعت آسیا و اقیانوسیه (ACCI) کسب کرد. او همچنین در سال ۲۰۱۷ موفق به دریافت جایزه زنان موفق جهان اسلام (رانیا) شد.

## در رسانه
رضا یادگاری و مهشید سنایی‌فرد بنیانگذاران مجموعه کتاب‌های کارآفرینان بزرگ ایرانی زندگینامهٔ سید فاطمه مقیمی را با همکاری مرکز کارآفرینی دانشگاه صنعتی شریف به عنوان کتابی درسی تحت عنوان کارآفرینی به شیوهٔ سیده فاطمه مقیمی، اولین بانوی بنیانگذار صنعت حمل و نقل و کشتیرانی خصوصی در ایران نوشته و منتشر نموده‌اند.

#### حواشی
در سایت‌های خبری فهرستی از میلیاردرهای ایرانی منتشر شد که فاطمه مقیمی هم در این فهرست قرار داشت. او در گفتگویی، با اعتراض به این عنوان گفت پولدارترین زن ایران نیست و یک زندگی کاملاً معمولی دارد. او در مصاحبه‌ای دیگر اعلام کرد آنچنان که همه تصور می‌کنند سرمایهٔ مالی ندارم ولی مولتی میلیاردم.